# Leptaleus pilosifer
Leptaleus pilosifer is een keversoort uit de familie snoerhalskevers (Anthicidae). De wetenschappelijke naam van de soort is voor het eerst geldig gepubliceerd in 1933 door Pic.